# 손재곤
손재곤(孫在坤, 1972년 ~ )은 대한민국의 영화 감독이다. 코미디 영화를 주로 연출하며 《달콤, 살벌한 연인》(2006), 《이층의 악당》(2010)의 감독이다.

## 경력
한국외국어대학교 영어과를 졸업하고, 한겨레 영화연출학교를 수료했다. 고등학교 때 이미 몇 편의 시나리오를 쓴 경험이 있고 대학교 입학을 기해 영화 감독을 꿈꾸었다. 2000년작으로 영화학교 동기들과 팀을 이루어 찍은 〈너무 많이 본 사나이〉가 부산국제영화제에 초청받으면서 알려졌다. 이 작품은 살인사건이 녹화된 테이프를 찾으려고 영화 비디오 수십 편을 섭렵한 킬러가 결국 영화 감독에 도전한다는 내용을 담고 있다. 독특한 아이디어로 주목을 받았지만 아마추어적이라는 비판도 있었다. 이후 속편격인 〈감독 허치국〉을 만들었고, 시나리오 작업도 맡은 〈재밌는 영화〉를 공개했다.
장편 영화 데뷔작은 박용우, 최강희 주연의 2006년작 로맨틱 코미디 《달콤, 살벌한 연인》이다. 어릴 적 즐겨 읽었던 문고판 도서추리소설에서 구상한 여주인공 캐릭터를 로맨틱 코미디와 합쳐 만들었다. 영화는 제작 당시에는 큰 주목을 받지 못했으나 개봉 후 2주 만에 100만 관객을 동원하면서 흥행했다.
2010년에는 두 번째 장편 《이층의 악당》을 발표했다. 영국 추리소설 《악인은 프로페셔널》을 토대로 구상하였고 김혜수와 한석규가 출연했다. 2020년에 개봉한 세 번째 장편 《해치지않아》는 hun 작가의 동명의 웹툰을 원작으로 했으며 동물이 없는 동물원을 위해 직원들이 동물 연기를 한다는 설정으로 풀어내는 작품이다. 10년이라는 텀에 관해서는 구상 중 중단된 작품이 여러 개 있기 때문이라고 밝혔다.

## 연출 작품 목록
- 너무 많이 본 사나이(2000) …감독
- 재밌는 영화(2002) …감독, 각본
- 달콤, 살벌한 연인(2006) …감독, 각본
- 이층의 악당(2010) …감독, 각본
- 해치지않아(2020) …감독, 각본